# 维勒鲁瓦
维勒鲁瓦（法語：Villeroy，法語發音：[vilʁwa] ⓘ）是法国法蘭西島大區塞纳-马恩省的一个市镇，属于莫城区。 

## 地理
维勒鲁瓦（48°59'1"N, 2°46'54"E）面积5.71 平方千米，位于法国法蘭西島大區塞纳-马恩省，该省份为法国北部内陆省份，北起瓦兹省，西接埃松省、马恩河谷省、塞纳-圣但尼省和瓦兹河谷省，南至卢瓦雷省，东南接约讷省，东临马恩省和奥布省，东北接埃纳省。
与维勒鲁瓦接壤的市镇（或旧市镇、城区）包括：沙尔芒特赖、沙尔尼、伊韦尔尼、绍科南-讷夫蒙捷、勒普莱西欧布瓦、特里尔巴杜、维南特。

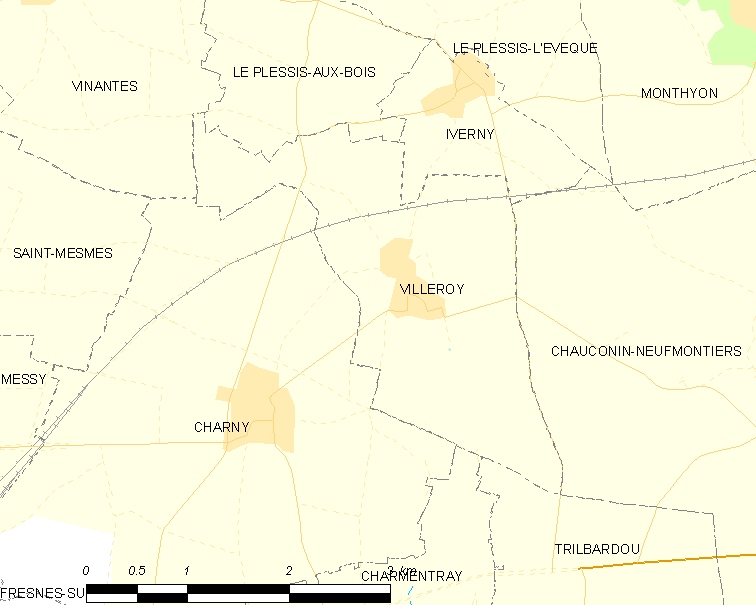
维勒鲁瓦的OSM定位图

维勒鲁瓦的时区为UTC+01:00、UTC+02:00（夏令时）。

## 行政
维勒鲁瓦的邮政编码为77410，INSEE市镇编码为77515。

## 政治
维勒鲁瓦所属的省级选区为克莱-苏伊县。

## 人口

1962-2008年间维勒鲁瓦人口变化图示

维勒鲁瓦于2022年1月1日时的人口数量为692人。